# Viorica Bucur

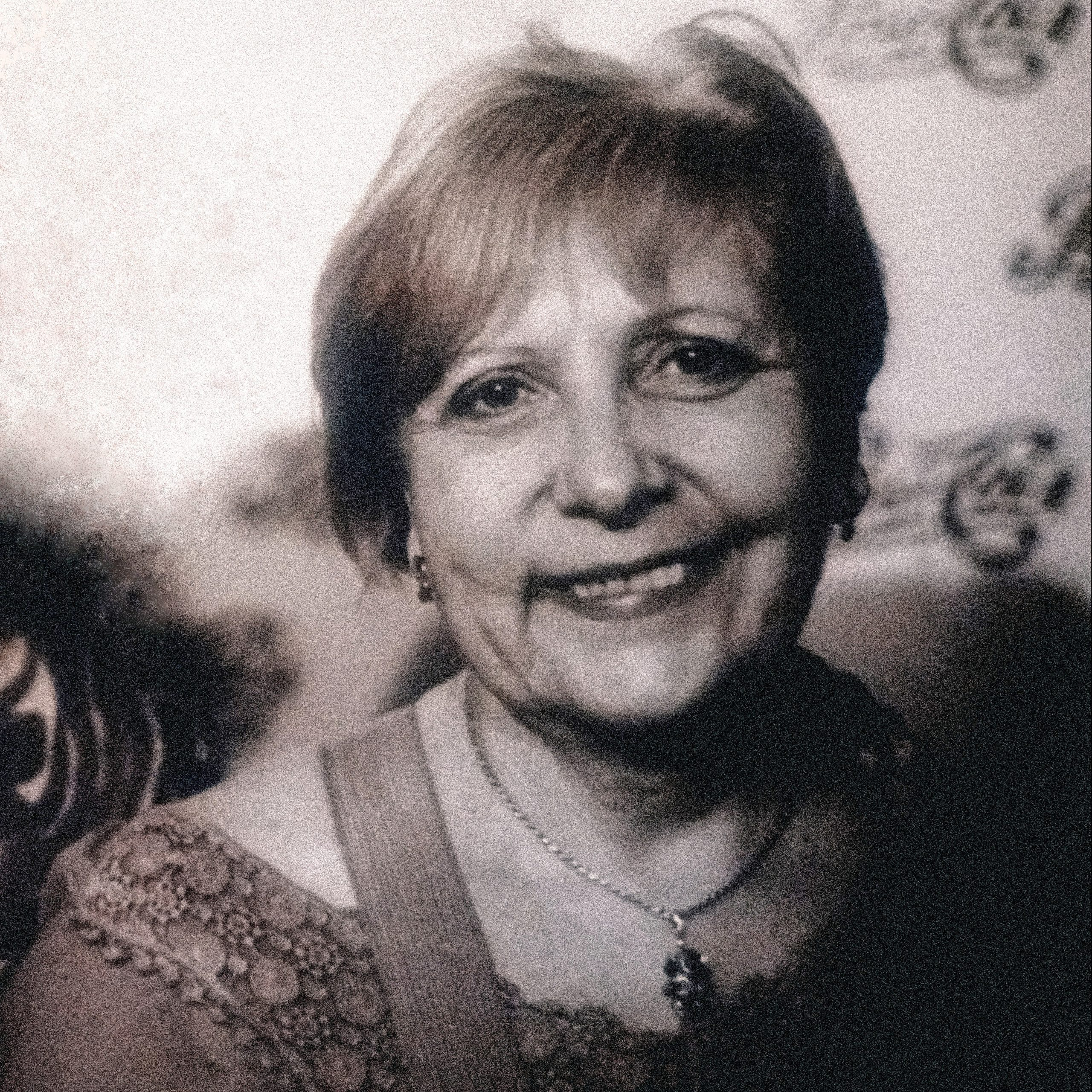
Viorica Bucur

Viorica Bucur (15 de fevereiro de 1946 - Bucareste, 22 de agosto 2011) foi uma crítica de cinema romena . Ela era professora universitária da Cinema e uma das figuras emblemáticas da televisão romena.  Ela produziu, mais de 15 anos, "A gala do desenho animado" ("Gala desenului animat") - o único programa de televisão na época da ditadura romana dedicado a desenhos animados - antes da queda da ditadura comunista.  O programa foi transmitido entre 1974 e 1992 e, seguindo a sua popularidade, Viorica Bucur foi apelidada por gerações inteiras de "Mãe dos Desenhos Animados" ou "Mãe de Donald Duck". 
Entre 1969 e 1972, prof. dr. Bucur produziu uma série de programas de televisão com notícias do mundo do cinema, que incluíam também elementos de história e critica do cinema.  Entre 1970 e 1974, Viorica Bucur produziu os espetáculos "História do Cinema Mudo" e "História do Cinema Sonoro". 
Entre 2001 e 2005, produziu, juntamente com a realizadora de documentários Madalina Rosca, o programa de televisão "Estreias cinematográficas" ("Premiere Cinematografice"), programa que foi transmitido pela TVR Cultural. Também co-produziu, em conjunto com a produtora "Passport Productions", o programa de Madalina Rosca, "Cinemaníacos" ("Cinemaniacii"), transmitido paralelamente pelos dois canais da Televisão Nacional Romena, TVR 1 e TVR Cultural. 
Viorica Bucur criou o intro do programa ”Telecinemateca” e, de acordo com alguns críticos de televisão, a secuencia de abertura mais célebre de um programa de televisão romeno.

Em 2006, fundou, juntamente com Madalina Rosca e Alma Cazacu, a associação sociocultural Make a Point, com a qual realizaram dezenas de projectos destinados principalmente a facilitar o acesso à cultura onde este é limitado ou restrito. 
Em sua memória, a associação Make a Point oferece os prémios “Viorica Bucur”, tanto para ensaístas de cinema como para autores em início de carreira.
Viorica Bucur foi membro da FIPRESCI (A Federação Internacional de Críticos de Cinema) e da União Romena de Cineastas e, em 2007, recebeu o prémio "Ion Cantacuzino" pela sua actividade jornalística. 